# Müfit
Müfit ist ein türkischer männlicher Vorname mit der Bedeutung „der Sanfte“, „der Ruhige“ bzw. „der Weise“.

## Namensträger
- Ali Müfit Bahadır (* 1947), oft Müfit Bahadir, deutscher Chemiker, Ökologe und Hochschullehrer
- Müfit Erkasap (* 1957), türkischer Fußballspieler und -trainer
- Ali Müfit Gürtuna (* 1952), türkischer Rechtsanwalt und Politiker